# Het spookschip (Roodbaard)
Het spookschip (Frans: Le vaisseau fantôme) is het vijfde verhaal uit de Belgische stripreeks Roodbaard, geschreven door Jean-Michel Charlier en getekend door Victor Hubinon. Het werd in 1966 als stripalbum uitgebracht.
Nadat Roodbaard in het voorgaande album niet eens voorkwam, speelde hij in dit album voor het eerst sinds het eerste album opnieuw de hoofdrol. Erik, die de voorbije verhalen het voortouw genomen had kwam nu pas op het einde van de strip aan bod. 

## Het verhaal
Om de naar hem op zoek zijnde Spaanse eskaders te ontlopen vaart Roodbaard met zijn schip de Zwarte Valk uit tijdens een orkaan. Midden in de storm komt de Zwarte Valk in aanraking met een oeroude driemaster; wanneer Roodbaard aan boord is gegaan blijkt het schip de Bloodhunt te zijn, het onbemande, al jaren op drift zijnde schip van de tientallen jaren eerder gestorven piraat Henry Morgan. Roodbaard vindt op het schip aanwijzingen naar de piratenschat van Morgan. Daarna vervolgt hij zijn weg naar Veracruz. Deze Spaanse stad wil hij plunderen. Ze landen een eind buiten de stad en vallen Veracruz van de landzijde aan. Beladen met buit gaan de piraten terug waarna de Zwarte Valk blijkt te zijn verdwenen.
Morales, de eerste stuurman, heeft ontdekt dat Roodbaard de schatkaart van Morgan heeft gevonden. Hij heeft de overgebleven bemanning op de Zwarte Valk overgehaald de anderen aan hun lot over te laten en op zoek te gaan naar de schat. De piraten aan land zitten in de val en worden in de pan gehakt door de achtervolgende Spanjaarden. Baba en Driepoot, die aan boord van de Zwarte Valk waren, ontvluchten het schip en gaan naar Frankrijk om Erik te informeren over het verraad van Morales en de waarschijnlijke dood van zijn vader Roodbaard. Ze worden achtervolgd door Morales, die zowel de vluchtelingen als Erik het zwijgen op wil leggen.